# Nueva Canción Asturiana
Nueva Canción Asturiana (en asturiano Nuevu Canciu Astur a veces Nueu Canciu Astur) es un movimiento musical basado en la canción de autor y folk que surge en Asturias sobre el año de 1975.

## Características
Está relacionada con el Surdimientu. Su característica principal es el uso de la lengua asturiana así como la condena al régimen franquista y el deseo de la instauración de la democracia. Fue similar a otros movimientos en Galicia, País Vasco, Castilla, Andalucía, Aragón o Cataluña con la Nova canço.
Según Xuan Cándano, el Nueu Canciu Astur hizo evolucionar la tonada y los ritmos tradicionales hacia la modernidad.
Al Nuevu Canciu Astur le seguiría un fuerte resurgir del folk asturiano, con grupos que recuperaron temas e instrumentos tradicionales y compusieron otros propios bajo la influencia de la música celta atlántica. Empezó también a resurgir la gaita, que en Asturias estaba cerca de desaparecer. A partir de los años 80 empiezan a aflorar grupos que llegan a tener relevancia internacional, sobre todo Llan de Cubel y Felpeyu.

## Intérpretes destacados
- Manuel Fernández de Cimavilla, "el Nietu Celu Xuan"
- Xulio Ramos
- Carlos Rubiera
- Nuberu
- Víctor Manuel
- Jerónimo Granda
- Manolo Santarrúa
- Rosa María Lobo
- Rafa Lorenzo
- Xose Nel "Calandreru"
- Vox Populi
- Renacencia
- La Turulla
- Asturcón
- Cuélebre
- Duo Glayíu
- Nel Xiblata
- Trabiella
- Nel de la Quintana